# اصل کاوالیری

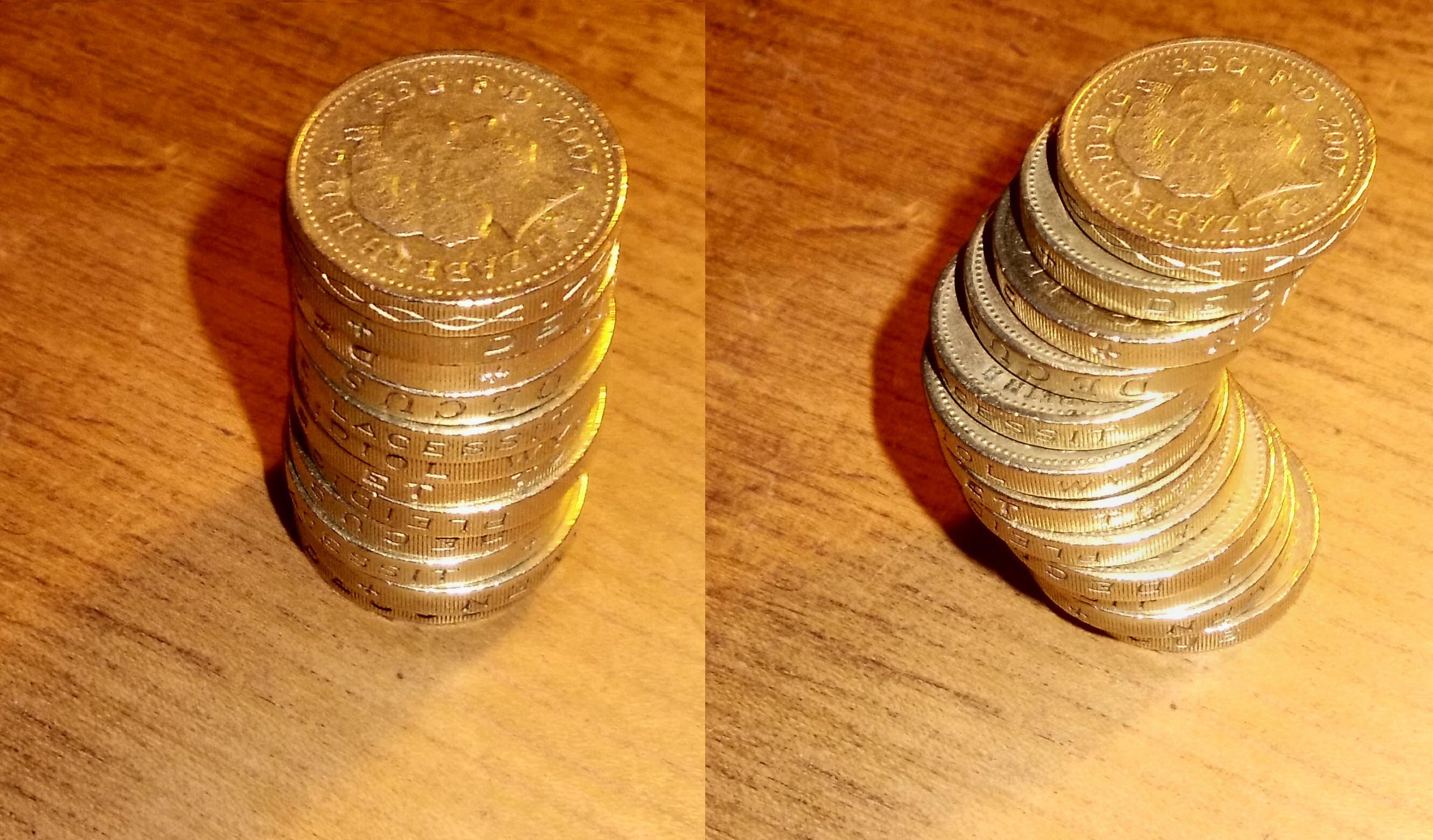
دو روش برای چیدن حجم یکسانی از سکه‌ها روی هم، نمایانگر اصل کاوالیری در فضای سه‌بعدی

اصل کاوالیِری (به انگلیسی: Cavalieri's principle) یا قضیهٔ کاوالیری که به افتخار ریاضی‌دان ایتالیایی بوناونتورا کاوالیری چنین نامگذاری شده‌است که عبارت است از:
- در فضای دو بعدی: فرض کنید دو ناحیه در یک صفحه بین دو خط موازی در همان صفحه قرار گرفته‌اند. اگر هر خطی که موازی دو خط دیگر رسم شود، هر دو ناحیه را در پاره‌خط‌هایی با طول برابر قطع کند، آن دو ناحیه مساحت‌های برابر دارند.
- در فضای سه بعدی: فرض کنید دو ناحیه در یک فضای سه بعدی بین دو صفحهٔ موازی در همان صفحه قرار گرفته‌اند. اگر هر صفحه‌ای موازی با دو صفحهٔ دیگر، هر دو ناحیه را در سطح مقطع‌هایی با مساحت برابر قطع کند، حجم آن دو ناحیه با هم برابر است.

اصل کاوالیری ار روش افنا در یونان باستان حاصل شده است. نتایج این اصل را می‌توان مستقیماً با انتگرال به دست آورد و امروزه اصل کاوالیری پیش‌درآمدی بر انتگرال محسوب می‌شود.